# Вінсент Генкок
Вінсент Генкок  (англ. Vincent Hancock, 19 березня 1989) — американський стрілець, триразовий олімпійський чемпіон.

## Життєпис
Вінсент Генкок народився 19 березня 1989 року в місті Порт-Шарлотт, штат Флорида. Одружений, має двох дітей. Вінсент Генкок є сержантом Армії США.

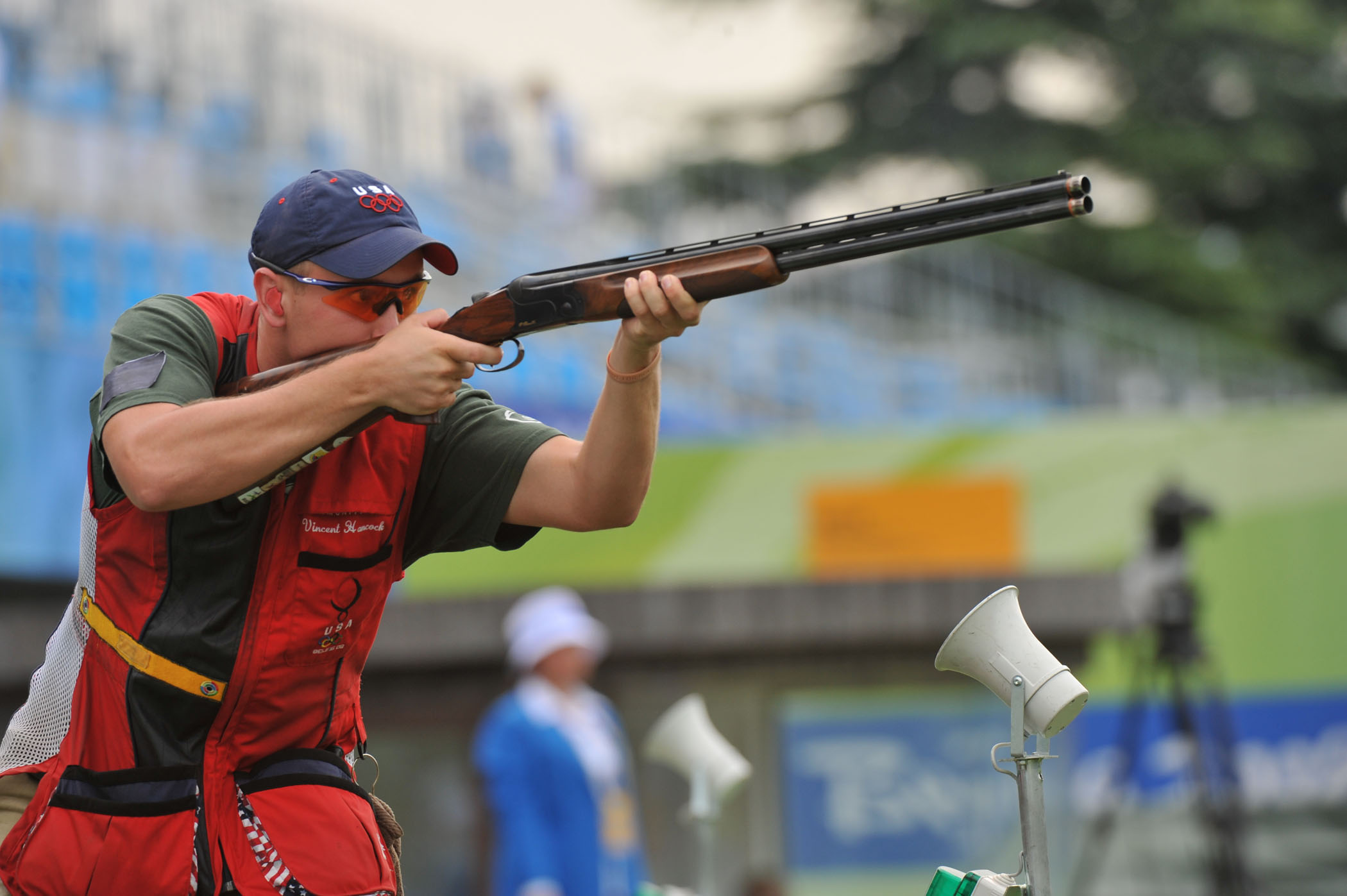
На Олімпіаді в Пекіні

## Кар'єра
Вінсент Генкок стрільбою почав займатися у 2001 році, а вже в 2005 році, у шістнадцятирічному віці, виграв чемпіонат світу зі стендової стрільби у Лонато-дель-Гарда.
На Олімпіаді в Пекіні Генкок завоював золоту медаль. Генкок встановив новий Олімпійський рекорд у кваліфікації, набравши 121 очко, однак у фіналі його зміг наздогнати норвежець Торе Бровольд — 145:145 і перестрілка. У перестрілці за перше місце Генкок переміг Бровольда.
На ХХХ Олімпійських Іграх у Лондоні був першим у скиті, здобувши своє друге олімпійське «золото» за кар'єру. Вінсент Генкок показав найкращі результати і у кваліфікації, і у фіналі. Він оновив олімпійські рекорди у кваліфікації і сумі (абсолютний результат у фіналі стрільці показують майже на кожній Олімпіаді). Данець Андерс Голдінг став срібним призером, і єдиний провів без промахів 3 серії підряд.

## Виступи на Олімпіадах
| Олімпіада           | Дисципліна  | Місце |
| ------------------- | ----------- | ----- |
| Пекін 2008          | скит        | 1     |
| Лондон 2012         | скит        | 1     |
| Ріо-де-Жанейро 2016 | скит        | 15    |
| Токіо 2020          | скит        | 1     |
| Париж 2024          | скит        | 1     |
| Париж 2024          | скит, мікст | 2     |